# Aedifica
Aedifica SA ist ein börsennotiertes Immobilienunternehmen aus Belgien mit Sitz in Brüssel.
Das Unternehmen ist auf Senioren- bzw. Pflegeimmobilien spezialisiert und verwaltet per Ende 2023 knapp 617 Objekte mit 35.100 Bewohnern auf  2.193.000 m².

## Geschichte
Die Aedifica SA wurde 2005 von der Bank Degroof und GVA Finance gegründet.
Im Jahr 2006 gelang die Notierung an der Euronext in Brüssel. 2013 begann man den Markteintritt auch in Deutschland und zwei Jahre darauf auch in den Niederlanden. 2019 erfolgte ein zweites Listing der Unternehmensaktien an der Euronext in Amsterdam und man erschloss sich die ersten Marktanteile in Großbritannien. Außerdem entschied man sich strategisch zu einem Verkauf aller Apartments und Hotels um sich fortan voll auf Pflegeobjekte und Seniorenresidenzen zu spezialisieren. Im Jahr darauf wurden die ersten Objekte in den skandinavischen Ländern erworben und man stieg in den BEL20 Index auf. 2023 konnte man dem BEL20 ESG Index beitreten.